# Fête nationale saoudienne
La Fête nationale du Royaume d'Arabie saoudite (arabe : اليوم الوطني للمملكة العربية السعودية) est célébrée en Arabie saoudite chaque 23 septembre pour commémorer la création du Royaume d'Arabie saoudite par le roi Abdulaziz en 1932. C'est un jour férié national.

## Création de l'Arabie saoudite
Le roi Abdulaziz a conquis l'oasis de Riyad en 1902 puis al-Hasa en 1913. En 1925, il a unifié le Nedjd et le Hedjaz après avoir vaincu les forces de Sharif Hussein bin Ali la même année. Le 23 septembre 1932, Ibn Saoud a changé le nom de son royaume selon le nom de sa famille, la Maison des Saoud.

## Célébrations
La fête nationale saoudienne est célébrée avec des danses folkloriques, des chansons et des festivals traditionnels. Les routes et les bâtiments sont décorés avec des drapeaux saoudiens et les gens portent des maillots saoudiens. La fête nationale saoudienne est célébrée par la population dans tout le pays.
Selon le gouvernement saoudien, la fête est une occasion de découvrir le patrimoine, les coutumes et les traditions de l'Arabie saoudite. Elle a aussi pour but de présenter l'histoire de la dynastie saoudienne, de faire apprécier la beauté du pays et de promouvoir la fierté pour sa riche histoire. C'est enfin l'occasion de découvrir l'œuvre du roi Abdulaziz, comment il a créé le Royaume d'Arabie saoudite et ce qu'il a fait pour unifier son pays. Certaines célébrations sont donc organisées en sa mémoire.

## Événements le même jour
- 2005 : le roi Abdallah a reconnu la Fête nationale saoudienne jour férié dans le royaume.
- 2009 : le roi Abdallah a inauguré l'Université des sciences et technologies du roi Abdallah en présence de plusieurs chefs d'État étrangers.
- 2014 : La municipalité de Djeddah a dévoilé le plus haut mât de drapeau du monde.
- 2015 : la Fête nationale saoudienne a été approuvée (le jour d'Arafa) pour la première fois[pas clair].